# Gortyna xanthenes
Gortyna xanthenes är en fjärilsart som beskrevs av Ernst Friedrich Germar 1844. Gortyna xanthenes ingår i släktet Gortyna och familjen nattflyn. Inga underarter finns listade i Catalogue of Life.